# بيت شباب (المتن)
بيت شباب هي إحدى القرى الجبلية اللبنانية من قرى قضاء المتن في محافظة جبل لبنان وتبعد 24 كم عن الجزء الشمالي من بيروت، ويعتنق أغلبية سكانها يدينون بالمسيحية تقريبا  وأقدم كنيسة بنيت في القرية هي سيدة الغابة عام 1761.

## أصل التسمية
كثيرون يعتقدون أن الاسم عربي ولكن على العكس تماما يقول أنيس فريحة في كتابه أسماء المدن والقرى اللبنانية وتفسير معانيها أن أسم القرية له أصل سرياني ومعناه بيت الجيران.

## أعلام
- مي غصوب.